# تاريخ غازات الوقود المصنعة

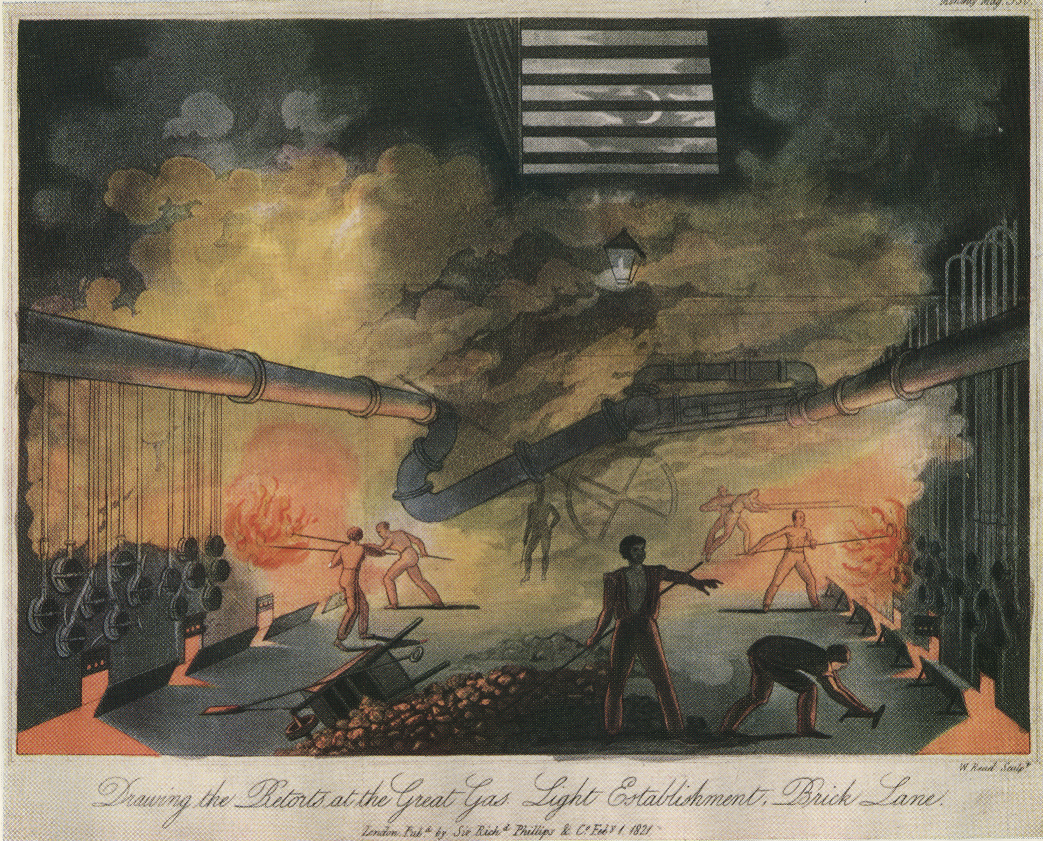

بدأ تاريخ الوقود الغازي المستخدم لأغراض الإضاءة والتدفئة والطهي خلال معظم فترة القرن التاسع عشر والنصف الأول من القرن العشرين بتطوير الكيمياء التحليلية والغازيّة في القرن الثامن عشر. تتكون عملية تصنيع «غازات الوقود الاصطناعي» (المعروفة أيضًا ب «غاز الوقود المصنع» أو «الغاز المصنع» أو ببساطة «الغاز») من تغويز المواد القابلة للاشتعال والتي عادة ما تكون الفحم، أو الخشب والنفط. حُوّل الفحم إلى حالة غازيّة عبر تسخينه في أفران مغلقة بوسط جوي فقير من الأكسجين. غازات الوقود المتولدة هي خليط من مواد كيميائية، تتضمن: الهيدروجين والميثان وأول أكسيد الكربون والإيثيلين، ويمكن أن تحرق لأغراض التدفئة والإضاءة. يحتوي غاز الفحم –على سبيل المثال- أيضًا على كميات كبيرة من مركبات الكبريت والأمونيا غير المرغوبة، فضلًا عن الهيدروكربونات الثقيلة، وعلى هذا فإن غازات الوقود المصنّعة لابد من تنقيتها وتصفيتها قبل استخدامها.
قام فيليب لوبون بأولى المحاولات لتصنيع غاز الوقود بطريقة تجارية في الفترة 1798-1805 في فرنسا، وفي إنجلترا على يد ويليام مردوخ. على الرغم من إمكانية العثور على من سبقهم، إلا أن هذين المهندسين هما اللذان دمجا التكنولوجيا مع أخذ التطبيقات التجارية بعين الاعتبار. ينسب الفضل إلى فريدريك وينسور وراء إنشاء أول شركة غاز وهي شركة غاز لايت آند كوك ومقرها لندن التي تأسست بموجب الميثاق الملكي في أبريل عام 1812.
تأسست مرافق الغاز المصنّع أولًا في إنجلترا، ثم في بقية أوروبا وأميركا الشمالية في عشرينيات القرن التاسع عشر. زاد صعود التكنولوجيا وتسلقها، وبعد فترة من المنافسة، أصبح النموذج التجاري لصناعة الغاز ناضجًا في الاحتكارات، حيث قدمت شركة واحدة الغاز في منطقة معينة.
تباينت ملكية الشركات بين ملكية تامة للبلديات، مثل مانشستر، إلى شركات خاصة بالكامل، كما في لندن وأغلب مدن أمريكا الشمالية. ازدهرت ونمت شركات الغاز خلال معظم القرن التاسع عشر، وعادت بأرباح جيدة إلى المستمثرين بأسهمها، ولكنها كانت أيضا  محل جدلٍ بسبب الشكاوى بشأن الأسعار.
كان أهم استخدام للغاز المصنع في أوائل القرن التاسع عشر هو الإنارة كبديل مناسب للشموع ومصابيح الزيت في المنزل. أصبحت إضاءة الغاز أول شكل شائع من وسائل إنارة الشوارع. لهذا الاستخدام، كانت هناك حاجة إلى غازات تحترق بشعلة شديدة التوهّج «غازات مضيئة» على النقيض من الاستخدامات الأخرى (مثل الوقود) حيث كان ناتج الحرارة هو الاعتبار الرئيسي. بناء على ذلك، عُزّزت الغازات ذات الإضاءة والتوهّج المنخفض بالنفط لجعلها أكثر ملاءمة لإنارة الشوارع.
في النصف الثاني من القرن التاسع عشر، تحوّلت صناعة غاز الوقود المصنّعة من الإضاءة إلى الحرارة والطهي. كان التهديد الناجم عن ظهور الضوء الكهربائي في أواخر السبعينيات والثمانينيات سببًا في دفع هذا الاتجاه بقوة. لم تترك صناعة الغاز سوق إنارة الغاز إلى الكهرباء على الفور، إذ إن اختراع شعلة ويلسباخ، وهي كيس من شبكة الصهر يحترق إلى الداخل بفعل شعلة غير مضيئة في الغالب، زاد زيادة كبيرة من كفاءة إضاءة الغاز. استخدم الأسيتيلين من حوالي عام 1898 في موقد الغاز والإضاءة بشكل ضئيل، انخفض استخدامه أكثر أيضًا مع ظهور الإضاءة الكهربائية، وغاز البترول للطهي. تشمل التطورات التكنولوجية الأخرى في أواخر القرن التاسع عشر استخدام غاز الماء وإلهاب الآلات، على الرغم من أنها لم تُعتمد وتُتبنَّ عالميًا.
في تسعينيات القرن التاسع عشر، بُنيت خطوط أنابيب من حقول الغاز الطبيعي في تكساس وأوكلاهوما إلى شيكاغو ومدن أخرى، واستخدم الغاز الطبيعي لإكمال إمدادات غاز الوقود المصنع، وحلّ محله بشكل كامل في النهاية. توقف تصنيع الغاز في أمريكا الشمالية بحلول عام 1966 (باستثناء إنديانابوليس وهونولولو)، في حين استمر في أوروبا حتى ثمانينيات القرن العشرين. يجري تقييم «الغاز المصنع» مرة أخرى كمصدر للوقود، حيث تنظر مرافق الطاقة مرة أخرى إلى تغويز الفحم باعتبار أنه يمكن أن يكون وسيلةً أنظف لتوليد الطاقة من الفحم، على الرغم من أنه من المرجح في الوقت الحاضر أن تسمى هذه الغازات «الغاز الطبيعي الصنعي».

## الغاز المصنّع 1812-1825

### الغاز المصنّع في إنجلترا
في الفترة من عام 1812 إلى عام 1825 تقريبًا، كان الغاز المصنع في الغالب تكنولوجيا إنجليزية. أُسسَ عدد من المرافق الجديدة للغاز لخدمة لندن ومدن أخرى في المملكة المتحدة بعد عام 1812، وكانت المدن الأولى هي ليفربول وإكستر وبريستون عام 1816. سرعان ما تبعتها مدنٌ أخرى؛ بحلول عام 1821، لم تكن هناك أي بلدة بعدد سكان أكثر من 50,000 نسمة دون ضوء غاز. بعد خمس سنوات، لم يكن هناك سوى بلدتين بعدد سكان أكثر من 000 10 نسمة دون ضوء غاز. في لندن، كان نمو وانتشار ضوء الغاز سريعًا. تأسست شركات جديدة في غضون سنوات قليلة من تأسيس شركة غازلايت آند كوك، وتبع ذلك فترة من المنافسة الشديدة حيث تنافست الشركات على المستهلكين في حدود مناطق عمل كل منها. أعطى فريدريك أكوم -في طبعات مختلفة من كتابه عن ضوء الغاز- انطباعًا جيدًا بمدى سرعة انتشار التكنولوجيا في العاصمة لندن. في عام 1815، كتب أنه كان هناك حوالي 4000 مصباح في المدينة، خدمت على نطاق 26 ميل (42 كيلومتر) من البر الرئيسي. في عام 1819، رفع تقديره إلى 51,000 مصباح و288 ميلا (463 كلم). على نحو مماثل، كان هناك شركتا غاز فقط في لندن عام 1814، وبحلول عام 1822 كان هناك سبعة شركات، وبحلول عام 1829 أصبح عددها 200 شركة. لم تنظّم الحكومة الصناعة بأكملها حتى عام 1816، عندما أُصدر قانون برلماني ومنصب مفتش لأعمال الغاز، وكان السير ويليام كونجريف أول من تقلده. في ذلك الوقت، لم تمرّر قوانين تنظم الصناعة بأكملها حتى عام 1847، على الرغم من اقتراح مشروع قانون عام 1822، الذي فشل بسبب معارضة شركات الغاز.:83 تضمنت القوانين التي وافق عليها البرلمان لوائح مختلفة مثل الكيفية التي يمكن بها للشركات تفكيك الرصيف، وما إلى ذلك.

### الغاز المصنّع في أوروبا وأمريكا الشمالية
دعم فريدريك وينسور أول شركة غاز في فرنسا بعد أن اضطر إلى الفرار من إنجلترا عام 1814 بسبب ديون غير مدفوعة وحاول إيجاد شركة غاز أخرى في باريس ولكنها فشلت في عام 1819. كانت الحكومة مهتمة أيضًا بتشجيع الصناعة، وفي عام 1817، فوضت شابورل دي فولفيتش بدراسة التكنولوجيا وبناء مصنع أولي في باريس. وفرت المحطة الغاز اللازم لإنارة مشفى القديس لويس، وحكم على التجربة بأنها ناجحة. قرر الملك لويس الثامن عشر بعد ذلك إعطاء دفعة إضافية لتطوير الصناعة الفرنسية من خلال إرسال أشخاص إلى إنجلترا لدراسة الوضع هناك، ولتركيب مصباح في عدد من المباني المرموقة، مثل مبنى الأوبرا والمكتبة الوطنية، إلخ. أُنشئت شركة عامة لهذا الغرض عام 1818، وسرعان ما تبعتها شركات خاصة، وبحلول عام 1822، عندما تحركت الحكومة لتنظيم هذه الصناعة، كانت هناك أربع شركات تعمل في العاصمة. منعت اللوائح التي أصدرت بعد ذلك الشركات من المنافسة، وقسمت باريس بين شركات مختلفة تعمل كل منها في مناطقها الخاصة.

## الجوانب القانونية والتنظيمية والبيئية والصحية وجوانب السلامة المتعلقة بتصنيع الغاز
كانت إضاءة الغاز واحدة من أكثر التقنيات إثارة للجدل في الثورة الصناعية الأولى. في باريس، في أوائل عام 1823، أرغم الجدل الحكومة على وضع معايير السلامة (فريسوز، 2007). أما البقايا الناتجة عن الفحم المقطر فقد تم صرفها في الأنهار أو تخزينها في أحواض أدت إلى تلوث التربة.